# BackupBluRay
BackupBluRay è un piccolo programma gratuito open source  che aiuta nella decrittazione dei dischi Blu Ray protetti dall'AACS. È usato per effettuare il backup dei dischi, spesso abilitato su configurazioni hardware senza il completo supporto dell'HDCP.
È stato scritto da un programmatore anonimo che usa lo pseudonimo Muslix64. Viene distribuito senza nessuna delle chiavi necessarie alla decrittazione.